# Closest Thing to Heaven
«Closest Thing to Heaven» — песня британской группы Tears for Fears. В Великобритании она была выпущена в качестве первого сингла с их альбома 2004 года Everybody Loves a Happy Ending и стала первым с 1990 года синглом с участием обоих оригинальных участников, Роланда Орзабала и Курта Смита.
Также она стала первой песней Tears for Fears, вошедшей в топ-40 британских хитов со времён «Raoul and the Kings of Spain» 1995 года, достигнув 40 места в UK Singles Chart. Также сингл достиг 12-го места в Финляндии и 38-го места в Нидерландах.

## Музыкальное видео
Промо-видео «Closest Thing to Heaven» было снято Майклом Палмиери (который также работал с Foo Fighters и Беком) и представляет собой красочное театральное фэнтези с участием голливудской актрисы Бриттани Мерфи.

## Список композиций
CD3: Gut/EU0161836ERE
1. «Closest Thing to Heaven» (UK Radio Mix) — 3:22
2. «Closest Thing to Heaven» (Solasso Dub) — 5:33

CD5: Gut/CDGUT66
1. «Closest Thing to Heaven» (UK Radio Mix) — 3:22
2. «Closest Thing to Heaven» (Brothers In Rhythm Group Therapy Mix) — 8:15
3. «Closest Thing to Heaven» (Solasso Club Mix) — 5:49
4. «Closest Thing to Heaven» (Brothers In Rhythm Group Therapy Dub) — 8:15
5. «Closest Thing to Heaven» (Solasso Dub) — 5:33

## Чарты
| Чарт (2005)                                | Высшая позиция |
| ------------------------------------------ | -------------- |
| Бельгия/Фландрия (Ultratip Bubbling Under) | 14             |
| Финляндия (Suomen virallinen lista)        | 12             |
| Нидерланды (Dutch Top 40)                  | 38             |
| Нидерланды (Single Top 100)                | 70             |
| Польша (LP3)                               | 40             |
| Шотландия (OCC Scotland)                   | 40             |
| Великобритания (OCC UK Singles)            | 40             |
| Великобритания (OCC UK Indie)              | 8              |